# Нижня напівкругла підпірна стіна Київської фортеці
Нижня напівкругла підпірна стіна Київської фортеці — пам'ятка містобудування і архітектури національного значення в Україні (відповідно до постанови Ради міністрів УРСР від 06 вересня 1979 року № 442, охоронний номер 867/22).
Розташована в місті Києві на схилі правого берега річки Дніпра між Набережним шосе і Зеленим театром (Паркова дорога, 2) Центрального парку культури і відпочинку м. Києва.
Стіна є двоярусною склепінчастою галереєю з рушничними бійницями. У ній знаходилось 33 бійниці для рушничної оборони та 2 артилерійські амбразури. Рушничні бійниці дозволяли вести перехресний вогонь попереду стіни. Стіна повинна була закривати підходи до Ланцюгового мосту і охороняти Подільський набережний верк (укріплення), більш відомий як Подільські ворота. Через верхню і нижню підпірні стіни проходив підземний хід, що з'єднував майстерні на Арсенальній і водокачку на березі Дніпра. Підземеллям були прокладені чавунні водопровідні труби.
Має в плані форму неповного півкола завдовжки близько 60 м. Містилася біля Подільської брами і разом з нею прикривала підступи до Ланцюгового моста.

## Історія
Стіна була споруджена в 1855—1856 роках для запобігання зсувів схилів Дніпра в районі казарми на Перешийку.
Стіни з'єднувались з водокачкою, військовою комендатурою та заводом Арсенал підземним ходом, через який пролягав водогін. Це один з об'єктів місцевих дигерів, відомий як «хід Раттлера» і оточений багатьма містичними історіями.
Станом на 2023 пам'ятка руйнується. Використовується під назвами «Стінка» та «Зеленка» альпіністами і скелелазами для тренувань.

## Належність
Відповідно до листів Департаменту комунальної власності м. Києва виконавчого органу Київської міської ради (Київської міської державної адміністрації) від 18 грудня 2017 року № 062/06/90-12250, Регіонального відділення фонду
державного майна України по місту Києву від 24 жовтня 2017 року № 30-08/111999, Міністерства культури України від 28 серпня 2017 року № 980/15/15-17, Комунального підприємства «СУППР» від 21 вересня 2017 року № 324-08/630 Верхня та Нижня напівкруглі підпірні стіни не належать до об'єктів державної та комунальної власності.